# باد بلتسیگ
شهر باد بلتسیگ (به آلمانی: Bad Belzig) در ایالت براندنبورگ در کشور آلمان واقع شده است. جمعیت این شهر در سال ۲۰۱۲ میلادی بالغ بر ۱۱٬۱۱۹ نفر بوده است.